# Zdravko Sančević
Zdravko Sančević (Teslić, 20. siječnja 1931. – Caracas, 21. rujna 2021.), bio je hrvatski pisac, časnik i diplomat podrijetlom iz Bosne i Hercegovine.

## Životopis
S roditeljima se, 1945. godine, kao četrnaestogodišnjak, iselio iz Hrvatske. Školovao se, nakon početne naobrazbe u Zagrebu, Rimu, Napulju i Caracasu. Dobio je Shellovu stipendiju, te stekao zvanje naftnog inženjera. Potom je magistrirao i doktorirao 1977. godine na Universidad Central de Venezuela. 
U Venezueli se nakon dugogodišnjeg potvrđivanja etablirao kao rešpektabilan građanin, te je dobio visoka venezuelanska odličja: za radne zasluge Velered Francisco de Miranda i Medalju Dobri građanin.
U Domovinu se vratio 1991. godine i odmah se uključio, kao dragovoljac, u ZNG. Premješten je u Ministarstvo informacija kao pomoćnik ministra, potom je izabran za ministra iseljeništva u ratnoj Vladi dr. Gregurića. 
Promaknut je u zvanje najviših hrvatskih diplomatskih dužnosnika u rujnu 1992. godine i prvo mu je odredište bila Bosna i Hercegovina, odnosno Veleposlanstvo Republike Hrvatske u BiH. Također, prvi je predsjednik Upravnog vijeća Zagrebačkog sveučilišta.
Bio je pukovnik Hrvatske Vojske, nositelj Spomenice Domovinskog rata, odlikovan Redom kneza Branimira s ogrlicom i Redom Ante Starčevića te član Društva hrvatskih književnika.

## Djela
Godinama je surađivao u Hrvatskoj reviji i Studiji croatici te je izdavao Vjesnik Hrvatsko-venezuelanskog centra (v. Hrvati u Venezueli). Objavio više članaka i eseja.
- Effect of Adverse Mobility Ratios and Graded Viscosity Zones on Viscous Fingering in Miscible Displacements, Pennsylvania State University[3]
- Susret svjetova Hrvati i Amerike, (1492-1992): zbornik radova, IRMO, Zagreb, 1992. (gl. urednik)
- Federacija projekcija budućnosti R BiH - Budućnost Bosne i Hercegovine kao stjecišta civilizacije, Sarajevo, 1995. (suautor Ivo Komšić)
- Pogled u Bosnu: zapisi veleposlanika, Naprijed, Zagreb, 1998.
- Dopune hrvatske povijesti: studije i eseji, sv. 1, (uredio i priredio za objavu Marijan Majstorović), Tkanica d.o.o., Zagreb, 2015.[4]

## Vanjske poveznice
- LZMK / Hrvatska enciklopedija: Sančević, Zdravko
- Hrvatska matica iseljenika  Arhivirana inačica izvorne stranice od 23. srpnja 2007. (Wayback Machine)